# Nechce se mi spát
Nechce se mi spát (ve francouzském originále J'ai pas sommeil) je francouzský film z roku 1994, který natočila režisérka Claire Denis podle scénáře, který napsala spolu s Jean-Polem Fargeauem. Sleduje litevskou dívku Daigu (Jekatěrina Golubeva), která odejde do Paříže. Zde díky své pratetě začne pracovat jako služka v hotelu, zatímco se snaží sehnat práci herečky. Dále film sleduje Thea (Alex Descas), který se chce se svým malým synem odstěhovat na Martinik, s čímž nesouhlasí jeho manželka (Béatrice Dalle). Další postavou je Theův bratr Camille (Richard Courcet), který žije v hotelu, kde pracuje Daiga. V té době ve městě řádí vrah starých žen. Daiga začne Camilla sledovat a zjistí, že on je vrahem.